# Ischnobathra
Genre
Ischnobathra est un genre de papillons de nuit de la famille des Cosmopterigidae.

## Liste des espèces
Selon GBIF (24 mai 2024) :
- Ischnobathra balanobola Meyrick, 1937
- Ischnobathra dormiens Meyrick, 1937

## Classification
Le nom valide complet (avec auteur) de ce taxon est Ischnobathra Meyrick (d), 1937.